# Uncial
L'escriptura uncial té forma de majúscules gregues i llatines, és arrodonida i es va emprar en els còdexs des del segle iv fins al viii.

## Característiques
Una de les característiques principals d'aquest tipus d'escriptura és la coexistència de lletres capitals o majúscules amb algunes minúscules com la h i la q. Alguns autors consideren que aquesta tipologia de lletra prové de l'anomenada lletra capital rústica romana, encara que hi ha diferents teories sobre el tema. Sembla que la introducció dels nous costums d'escriptura (pergamí, aparició de la ploma en substitució del càlam…) va ser definitiva en la formació dels alfabets mixtos de les escriptures uncials i semiuncials.
Al segle vii, és l'escriptura librària més comuna i és emprada en la majoria de còpies de la Bíblia d'aquest període. A partir del segle viii, però, haurà de competir amb les anomenades escriptures nacionals o precarolines que sorgiran arreu d'Europa.

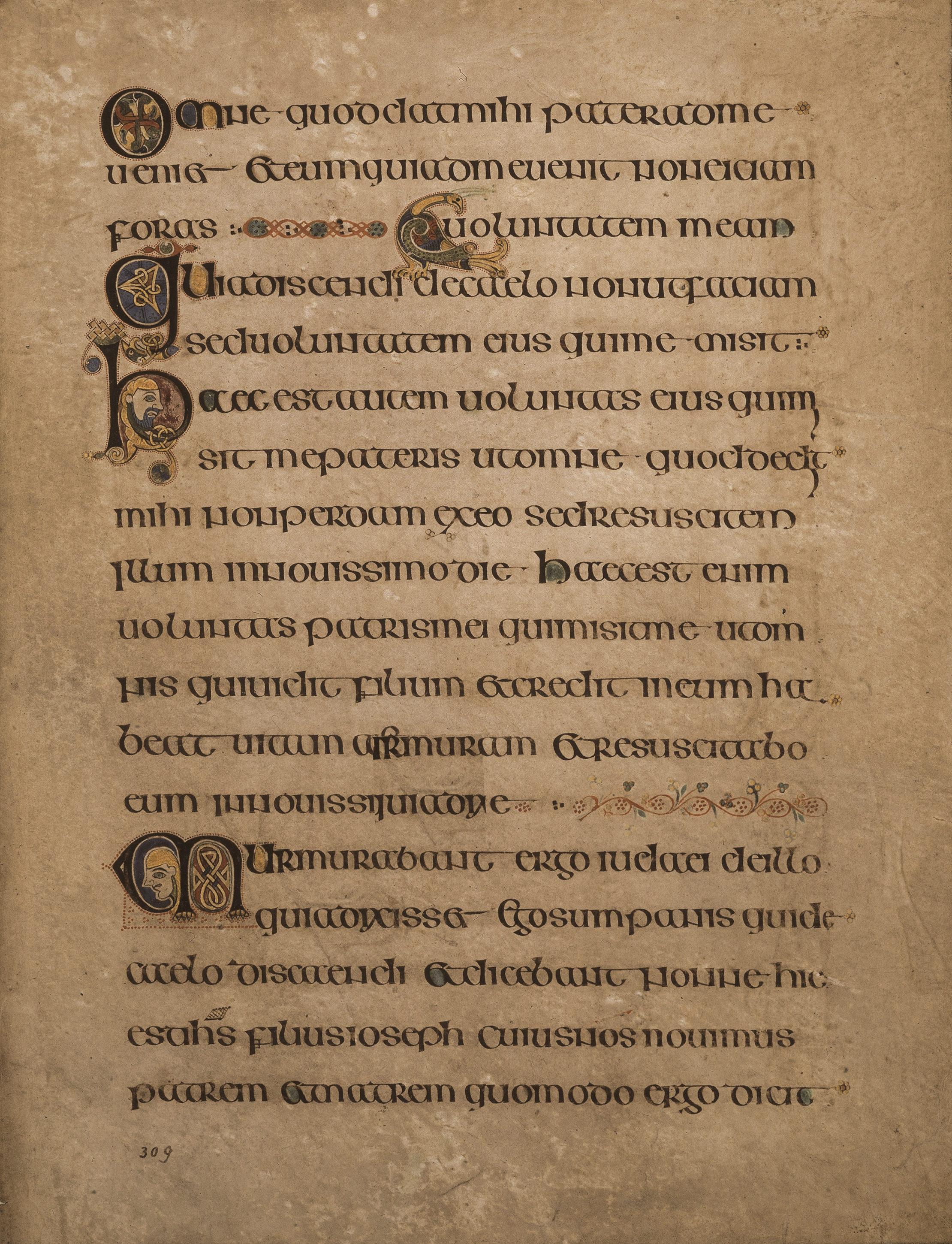
Imatge d'una pàgina del Llibre de Kells, de l'any 800, escrit en una cal·ligrafia coneguda com a "majúscula aïllada", una variant de la cal·ligrafia uncial originada a Irlanda

La cal·ligrafia uncial (del llatí unciālis, 'd'una polzada') és un tipus d'escriptura en el qual tot el text s'escrivia en lletres majúscules. Va ser d'ús comú entre els segles III i vii, principalment pels escribes llatins i grecs. Des del segle VIII i fins al segle xiii, aquest tipus d'escriptura es va utilitzar sovint en l'escriptura de títols i caplletres.

## Evolució
És probable que la primera escriptura uncial s'hagués desenvolupat a partir de l'última cal·ligrafia cursiva romana antiga i ha estat definida com a característica del primer cristianisme. Al principi, les formes es caracteritzaven per un traç simple, amb lletres de formes arrodonides, aprofitant les noves superfícies del pergamí i la vitel·la i lligada a l'ús de la ploma d'au, en contraposició a les lletres angulars de múltiples traços, més adequades per a superfícies rugoses i aspres com el papir. En els exemples més antics d'escriptura uncial, com el manuscrit De margaridoies macedonicis de la Biblioteca Britànica, totes les lletres estan desconnectades les unes de les altres, i la separació entre paraules normalment no s'utilitza. No obstant això, la separació de paraules és una característica posterior a l'ús de la uncial.
Com l'escriptura va evolucionar al llarg dels segles, els caràcters es van tornar més complexos. En concret, al voltant del 600, comencen a aparèixer en molts manuscrits, traços bàsics exagerats i florejats. Els trets ascendents i descendents van ser les alteracions més importants, seguits per girs de l'eina en els traços bàsics i en la superposició de traços.
El moment en què va sorgir l'escriptura minúscula, més compacta i llegible, s'estableix al voltant de l'any 800, i algun dels estils uncials evolucionats varen servir de base per a aquests caràcters més petits i simplificats. La cal·ligrafia uncial es va continuar utilitzant, sobretot en còpies de la Bíblia, i disminuí al voltant del segle x. En l'actualitat, existeixen més de 500 còpies d'escriptura uncial que han sobreviscut, la majoria, anteriors al renaixement carolingi.